# Masanao Sasaki
Masanao Sasaki (Prefectura de Chiba, Japó, 19 de juny de 1962) és un exfutbolista japonès.

## Selecció japonesa
Masanao Sasaki va disputar 20 partits amb la selecció japonesa.